# コスモ・バイオ
コスモ・バイオ株式会社（英: COSMO BIO COMPANY,LIMITED）は、東京都江東区にあるバイオ研究用試薬、研究用機器の商社である。

## 概要
コスモ石油の子会社であったが、2000年9月、マネジメント・バイアウト（MBO）によりコスモ石油から独立。現在は子会社2社を抱える企業になっている。
販売店として、株式会社高長（本社、柏営業所、多摩営業所、川崎営業所、福島営業所を含む）、岩井化学薬品、家田化学、利根化学、理科研、伊勢久、和研薬、八洲薬品、不二化学、広瀬化学、広島和光、正晃などがある。

## 沿革
- 1983年8月 - バイオの基礎研究試薬販売事業を目的として、東京都港区に丸善石油株式会社（現、コスモ石油株式会社）の子会社として丸善石油バイオケミカル株式会社を設立。
- 1985年9月 - 本社を東京都港区芝浦へ移転。
- 1986年4月 - コスモ･バイオ株式会社に社名変更、バイオ研究用機器販売を開始。
- 1986年10月 - 本社を東京都中央区日本橋本町へ移転。
- 1986年12月 - 医薬品販売業の認可取得。
- 1994年12月 - 本社を現事務所の東京都江東区東陽へ移転。
- 1998年4月 - 仕入先の探索を目的として100%子会社のシービー開発株式会社を設立。
- 2000年9月 - MBO（マネジメント・バイ・アウト）によりコスモ石油株式会社から独立。シービー開発株式会社を株式譲渡により非子会社化。
- 2004年8月 - 仕入先探索と輸出促進を目的として100%子会社COSMO BIO USA,INC.を米国カリフォルニア州サンディエゴに設立。
- 2005年9月 - ジャスダック証券取引所に株式を上場。
- 2006年12月 - 初代培養細胞の製造・販売を行っている株式会社プライマリーセルを子会社化。
- 2007年11月 - バイオ研究用の消耗品、機器類の輸入販売事業を行うビーエム機器株式会社の発行済株式の30%を取得、持分法適用の関連会社化。
- 2008年7月 - 連結子会社である株式会社プライマリーセルを100%子会社化。
- 2010年3月 - ビーエム機器株式会社の株式を追加取得し、連結子会社化。
- 2013年7月 - 完全子会社である株式会社プライマリーセルを吸収合併。東京証券取引所と大阪証券取引所の統合に伴い、東京証券取引所JASDAQ（スタンダード）に上場。
- 2022年4月 - 東京証券取引所の市場区分の見直しにより、東京証券取引所のJASDAQ（スタンダード）からスタンダード市場に移行。

## 拠点
- 本社
- 札幌事業所
- 新砂物流センター